# Isabel Ordaz
Isabel Ordaz Martín (Madrid, 11 de marzo de 1957) es una actriz española de cine, teatro y televisión conocida especialmente por sus papeles en las series Pepa y Pepe, Aquí no hay quien viva y La que se avecina.

## Biografía
Desde joven se siente atraída por el teatro y la interpretación y realiza varios cursos con el actor José Luis Gómez y con John Strasberg. En el año 1982 realiza su primer cortometraje, Eres mi gula, al que le seguirán otros como Salida de misa de doce del Pilar, también en 1982 y El vividor II en 1983.
Durante los 80 compagina el teatro, con los cortometrajes y con las pequeñas apariciones en el cine, como la de 1986 en la película de Fernando Trueba, El año de las luces. En 1987 comienza un papel muy recordado, el de Berta en la serie infantil Los mundos de Yupi. A partir de este papel, Ordaz va consiguiendo mayor importancia y tiene un pequeño papel en Bajarse al moro de Fernando Colomo y pasa también por el plantel de actores del programa A ver, a ver de Martes y Trece.
Sigue trabajando en teatro y protagonizando cortometrajes, entre ellos Esa es tu parte con Gabino Diego y con los que gana diferentes premios de interpretación. Participa en películas como ¿Por qué lo llaman amor cuando quieren decir sexo? y en Todos los hombres sois iguales. Consigue mucha notoriedad con su papel protagonista de Pepa y Pepe, serie en la que da vida a la amiga de Verónica Forqué.
En 1997 protagoniza la adaptación en forma de serie de la película Todos los hombres sois iguales. En ese mismo año, su carrera cinematográfica da un importante cambio, gana el Goya a la mejor actriz revelación por su papel de Lucía en Chevrolet. Su posición en el cine cambia totalmente y hace importantes papeles secundarios en Yoyes y Carne de gallina.
Dirigida por Rafael Gordon, protagoniza la película La reina Isabel en persona, del año 2000, en la que interpreta a una actriz que al hacer el papel de Isabel I de Castilla se mete en su personaje y lo vive como tal.
En 2002 protagoniza junto a Assumpta Serna Teresa Teresa, en la que da vida a la mística Teresa de Ávila. Sigue haciendo importantes secundarios en películas como El Calentito, hasta que comienza en la serie de gran éxito Aquí no hay quien viva en Antena 3, en la que interpreta a la mística Isabel, apodada como La Hierbas por su afición a los remedios naturales.
En 2007 participa en la serie sucesora de Aquí no hay quien viva: La que se avecina en Telecinco, dando vida a Araceli Madariaga, abandonando la serie en varias ocasiones por su trabajo en el teatro. En 2016 abandona definitivamente la serie al final de la novena temporada.
Tiene además una importante carrera teatral a sus espaldas, ha protagonizado entre otras obras, Algún amor que no mate, La dama boba, Electra, El caso de la mujer asesinadita, Cuando era pequeña, Los días felices, La asamblea de mujeres (estrenada en el Festival de Mérida), Luces de bohemia y Lúcido. También ha llevado a escena espectáculos de producción propia, como Aliento de equilibrista (siendo autora de la obra junto con Paloma Pedrero), Nonadas, Partitura teatral o Los días felices.
Ordaz también es autora de varios poemarios, como Flor de alientos, No sé, Poemas de Palestina, El agua de la lluvia tiene algo o La geografía de tu nombre, y del libro de relatos Despedidas, editados por Huerga y Fierro. Así como su libro sobre su experiencia como sobreviviente del cáncer La vida en otra parte (2024).

## Vida personal
En junio de 2024 anunció que había padecido cáncer de colon cinco años atrás .

## Filmografía

### Largometrajes
| Año  | Título                                             | Personaje            | Director                           |
| ---- | -------------------------------------------------- | -------------------- | ---------------------------------- |
| 1986 | El año de las luces                                | Hermana 2            | Fernando Trueba                    |
| 1986 | La noche de la ira                                 | Drogadicta           | Javier Elorrieta                   |
| 1989 | Bajarse al moro                                    | Merche               | Fernando Colomo                    |
| 1989 | Loco veneno                                        | Laura                | Miguel Hermoso                     |
| 1993 | ¿Por qué lo llaman amor cuando quieren decir sexo? | Rubí                 | Manuel Gómez Pereira               |
| 1994 | Todos los hombres sois iguales                     | Lolita               | Manuel Gómez Pereira               |
| 1995 | Una casa en las afueras                            | Monja                | Pedro Costa                        |
| 1996 | Animia de cariño                                   | Anica                | Carmelo Espinosa                   |
| 1997 | Chevrolet                                          | Lucía                | Javier Maqua                       |
| 2000 | La reina Isabel en persona                         | Isabel I de Castilla | Rafael Gordon                      |
| 2000 | Yoyes                                              | Ana                  | Helena Taberna                     |
| 2002 | Carne de gallina                                   | Carmina              | Javier Maqua                       |
| 2003 | Teresa, Teresa                                     | Teresa de Jesús      | Rafael Gordon                      |
| 2004 | La mirada violeta                                  | Berta                | Nacho Pérez de la Paz y Jesús Ruiz |
| 2004 | Escuela de seducción                               | Hermana de Sandra    | Javier Balaguer                    |
| 2005 | El Calentito                                       | Ana                  | Chus Gutiérrez                     |
| 2010 | Una hora más en Canarias                           | Noelia               | David Serrano de la Peña           |
| 2015 | Todo mujer                                         | Amalia               | Rafael Gordon                      |
| 2016 | Relaxing Cup of Coffee                             | Mujer con naranjas   | José Semprún                       |
| 2018 | El mejor verano de mi vida                         | Julieta              | Dani de la Orden                   |
| 2019 | Si yo fuera rico                                   | Laura                | Álvaro Fernández-Armero            |
| 2023 | La reina del convento                              | Sor Frasquita        | Carmen Perona                      |
| 2024 | El favor                                           | Mariola              | Juana Macías                       |

### Actriz de doblaje
| Año  | Título                            | Personaje | Director                        |
| ---- | --------------------------------- | --------- | ------------------------------- |
| 2005 | El sueño de una noche de San Juan | Frosi     | Ángel de la Cruz y Manolo Gómez |
| 2006 | Vecinos Invasores                 | Penny     | Tim Johnson y Karey Kirkpatrick |

### Cortometrajes
| Año  | Título                                            | Director                             |
| ---- | ------------------------------------------------- | ------------------------------------ |
| 1982 | Eres mi gula                                      | Juan Forner                          |
| 1982 | Salida de misa de doce del Pilar                  | Juan Miguel Millares                 |
| 1983 | Cualquier tiempo pasará (cualquier tiempo pasado) | Alfonso Laorga                       |
| 1983 | El vividor II                                     | Carmelo Espinosa                     |
| 1984 | Rita y su conjunto                                | Carmelo Espinosa                     |
| 1984 | Una tarde                                         | Nicolás Muñoz                        |
| 1984 | Convivencia                                       | Sylvia Suárez                        |
| 1984 | El vividor cero                                   | Carmelo Espinosa                     |
| 1984 | Disparen sobre el cineasta                        | Jesús Del Olmo                       |
| 1984 | Teresa de Jesús                                   | Película para TV                     |
| 1985 | Ni siquiera es tu casa, Carlitos                  | Juan Carlos Albert                   |
| 1985 | Quasimodo va al fanático                          | José Picazo                          |
| 1986 | En el bar de un hotel de Tokio                    | Bruna Calderón y Joaquín González    |
| 1991 | Historias oscuras                                 | Carmelo Espinosa                     |
| 1992 | Ochenta y siete cartas de amor                    | Helena Taberna                       |
| 1992 | Su primer amor                                    | Fernando Escribano y Mercedes Gaspar |
| 1992 | Esa es tu parte                                   | Fidel Cordero                        |
| 1994 | Solo amor                                         | José Javier Rodríguez Melcon         |
| 1994 | Alsasua 1936                                      | Helena Taberna                       |
| 2000 | El derecho de las patatas                         | Mercedes Gaspar                      |
| 2001 | Agüela                                            | Félix Cubero                         |
| 2001 | Ausencias                                         | Nely Reguera                         |
| 2001 | El corazón de la memoria                          | Gaizka Urresti                       |
| 2010 | Terapia de choque                                 | Salva Martos Cortés                  |
| 2012 | El aprovechamiento industrial de los cadáveres    | Antonio Gómez Rufo                   |
| 2018 | Citas con el amor oscuro                          | Gaizka Urresti                       |
| 2020 | Gabriel                                           | Pierfrancesco Artini                 |
| 2020 | Flores en otoño                                   | Karim Shaker                         |

### Televisión
| Año                  | Título                         | Personaje                       | Cadena    | Notas        |
| -------------------- | ------------------------------ | ------------------------------- | --------- | ------------ |
| 1987                 | Los mundos de yupi             | Berta                           | La 1      | 6 episodios  |
| 1991                 | Las chicas de hoy en día       | Mabel                           | La 1      | 1 episodio   |
| 1992                 | Como la vida misma             | Pili                            | La 1      | 15 episodios |
| 1992                 | No sé bailar                   |                                 | La 1      | 1 episodio   |
| 1994                 | A su servicio                  | Cartera                         | La 1      | 1 episodio   |
| 1995                 | Pepa y Pepe                    | Julia                           | La 1      | 34 episodios |
| 1996-1998            | Todos los hombres sois iguales | Esther                          | Telecinco | 62 episodios |
| 2000                 | El comisario                   | Amparo                          | Telecinco | 1 episodio   |
| 2000                 | Estudio 1                      | Virginia Campos                 | La 1      | 1 episodio   |
| 2003                 | El pantano                     | Carmen                          | Antena 3  | 5 episodios  |
| 2004-2006            | Aquí no hay quien viva         | Isabel Ruiz García "La Hierbas" | Antena 3  | 74 episodios |
| 2007-2008; 2011-2016 | La que se avecina              | Araceli Madariaga de la Vega    | Telecinco | 56 episodios |

### Programas
| Año              | Título                | Cadena         | Notas                  |
| ---------------- | --------------------- | -------------- | ---------------------- |
| 1984-1988        | La bola de cristal    | La 1           | Colaboradora           |
| 1998             | Caiga quien caiga     | Telecinco      | Invitada (1 programa)  |
| 2005; 2007; 2012 | Pasapalabra           | Telecinco      | Invitada (9 programas) |
| 2006             | Corazón               | La 1           | Invitada (1 programa)  |
| 2011; 2014       | El club de la comedia | La Sexta       | Invitada (3 programas) |
| 2017; 2023       | ¡Atención obras!      | La 2           | Invitada (2 programas) |
| 2018             | Versión española      | La 1           | Invitada (1 programa)  |
| 2018; 2022       | Ilustres ignorantes   | Movistar Plus+ | Invitada (2 programas) |
| 2023             | Cine de barrio        | La 1           | Invitada (1 programa)  |
| 2023             | Más vale sábado       | La Sexta       | Invitada (1 programa)  |

## Teatro
| Año       | Título                                              | Autor                             | Director               |
| --------- | --------------------------------------------------- | --------------------------------- | ---------------------- |
| 1983      | Absalón                                             | Pedro Calderón de la Barca        | José Luis Gómez        |
| 1984      | Electra                                             | Eurípides                         | Santiago Paredes       |
| 1986      | Las tres gracias: La llamada es del todo inadecuada | Yolanda García Serrano            | Jesús Campos           |
| 1989      | Aquarium                                            | Ignacio del Moral                 | Susana Hernández       |
| 1993      | Aliento de equilibrista                             | Isabel Ordaz Paloma Pedrero       | Pepe Ortega            |
| 2001      | El huésped se divierte                              | Joe Orton                         | Eduardo Vasco          |
| 2002      | La dama boba                                        | Lope de Vega                      | Helena Pimenta         |
| 2004      | Algún amor que no mate                              | Dulce Chacón                      | Eduardo Vasco          |
| 2006      | Cuando era pequeña                                  | Sharman McDonald                  | Tamzin Townsend        |
| 2008-2009 | El caso de la mujer asesinadita                     | Miguel Mihura Álvaro de Laiglesia | Amelia Ochandiano      |
| 2010      | Luparella (lectura dramatizada)                     | Enzo Moscato                      | Enzo Moscato           |
| 2011      | Los días felices                                    | Samuel Beckett                    | Salva Bolta            |
| 2011      | La asamblea de mujeres                              | Aristófanes                       | Laila Ripoll           |
| 2012      | Luces de bohemia                                    | Ramón María del Valle Inclán      | Lluís Homar            |
| 2012-2014 | Lúcido                                              | Rafael Spregelburd                | Amelia Ochandino       |
| 2014      | Las ranas                                           | Aristófanes                       | Juan Dolores Caballero |
| 2016      | El jurado                                           | Luis Felipe Blasco Vilches        | Andrés Lima            |
| 2018      | He nacido para verte sonreír                        | Santiago Loza                     | Pablo Messiez          |
| 2021      | El beso                                             | Ger Thijs                         | María Ruiz             |
| 2023      | La profesora                                        | Eduardo Galán                     | Carla Nyman            |

## Premios y nominaciones
Premios Goya
| Año  | Categoría               | Película  | Resultado |
| ---- | ----------------------- | --------- | --------- |
| 1997 | Mejor actriz revelación | Chevrolet | Ganadora  |

Premios Iris
| Año  | Categoría                     | Serie             | Resultado |
| ---- | ----------------------------- | ----------------- | --------- |
| 2015 | Mejor interpretación femenina | La que se avecina | Nominada  |

Premios de la Unión de Actores
| Año  | Categoría                                     | Serie                          | Resultado |
| ---- | --------------------------------------------- | ------------------------------ | --------- |
| 1995 | Mejor interpretación secundaria de televisión | Pepa y Pepe                    | Nominada  |
| 1997 | Mejor interpretación secundaria de televisión | Todos los hombres sois iguales | Ganadora  |
| 2005 | Mejor actriz secundaria de televisión         | Aquí no hay quien viva         | Ganadora  |

Medallas del Círculo de Escritores Cinematográficos
| Año  | Categoría    | Película                   | Resultado |
| ---- | ------------ | -------------------------- | --------- |
| 2000 | Mejor actriz | La reina Isabel en persona | Nominada  |
| 2003 | Mejor actriz | Teresa Teresa              | Nominada  |

Festival de Cine de España de Toulouse
| Año  | Categoría      | Película                                                | Resultado |
| ---- | -------------- | ------------------------------------------------------- | --------- |
| 2000 | Prix Cinespaña | La reina Isabel en persona (ex aequo con Rafael Gordon) | Ganadora  |

Festival de Cine Hispano de Miami
| Año  | Categoría                                 | Película  | Resultado |
| ---- | ----------------------------------------- | --------- | --------- |
| 1997 | Garza de Oro (Golden Egret): Mejor actriz | Chevrolet | Ganadora  |

Festival Internacional de Cine de Moscú
| Año  | Categoría                                                   | Película  | Resultado |
| ---- | ----------------------------------------------------------- | --------- | --------- |
| 1997 | Premio San Jorge de Plata (Silver St. George): Mejor actriz | Chevrolet | Ganadora  |

Festival de Cine de Alcalá de Henares y Comunidad de Madrid
| Año  | Categoría                                         | Corto     | Resultado |
| ---- | ------------------------------------------------- | --------- | --------- |
| 1994 | Premio Caja Madrid: Mejor interpretación femenina | Solo amor | Ganadora  |

Otros premios
| Año  | Premio                                                       | Título             |
| ---- | ------------------------------------------------------------ | ------------------ |
| 2008 | Premio Meliá Recoletos de la temporada teatral en Valladolid | Cuando era pequeña |
| 2011 | Mención especial del Certamen de Cortometrajes Nexosur       | Terapia de choque  |
| 2011 | Premio a la Mejor actriz del Festival de Cortos "Rodina"     | Terapia de choque  |
| 2012 | Premio Shangay otorgado por la revista Shangay Express       | La que se avecina  |